# Leigao
Leigao (kinesiska: 雷高) är en köping i sydöstra Kina. Den ligger i Leizhou i staden Zhanjiang i provinsen Guangdong, omkring 410 kilometer sydväst om provinshuvudstaden Guangzhou. Antalet invånare är 42 140. Befolkningen består av 20 204 kvinnor och 21 936 män. Barn under 15 år utgör 26,0 %, vuxna 15-64 år 64 %, och äldre över 65 år 8,0 %.